# Douglas Kirkland
Douglas Kirkland (16. srpna 1934 – 3. října 2022) byl americký fotograf kanadského původu.

## Začátky
Ve věku 24 let byl Kirkland najat jako zaměstnanecký fotograf pro časopis Look a proslavil se svými fotografiemi Marilyn Monroe z roku 1961 pořízenými pro 25. výročí magazínu Look. Později se přidal ke štábu časopisu Life.

## Kariéra
Portrétoval celou řadu z významných osobností figurujících na stránkách Who's Who. Od velkého inovátora fotografie Man Raye a fotografa a malíře Jacquese Henriho Lartigua až po fyzika Stephena Hawkinga. Mezi celebrity v oblasti zábavy, které fotografoval, patří: Marilyn Monroe, Romy Schneider, Audrey Hepburn, Mick Jagger, Sting, Björk, Arnold Schwarzenegger, Morgan Freeman, Orson Welles, Andy Warhol, Oliver Stone, Michail Baryšnikov, Brigitte Bardotová, Leonardo DiCaprio, Coco Chanel, Marlene Dietrichová, Brigitte Bardotová, Judy Garland, Elizabeth Taylor, Sophia Loren, Catherine Deneuve, Michael Jackson, Paris Hilton a Diana Rossová. Kirklandův portrét Charlieho Chaplina je v Národní portrétní galerii v Londýně.
Kirkland měl smlouvu na práci po celém světě a pracoval ve filmovém průmyslu jako speciální fotograf na více než 150 filmech včetně filmů 2001: Vesmírná odysea, Za zvuků hudby, Sophiina volba, Vzpomínky na Afriku, Pirátský film, Butch Cassidy a Sundance Kid, Honba za diamantem, Titanic a Moulin Rouge!. Některé z jeho slavných filmových záběrů zahrnují Johna Travoltu v taneční sekvenci z filmu Horečka sobotní noci, portrét plačící Judy Garlandové a obrázek Margot Kidderové z března 1976 Playboy. V roce 1995 Kirkland obdržel cenu za celoživotní dílo od Americké filmové společnosti provozních kameramanů.
Další Kirklandův knižní projekt s názvem A Life in Pictures měl vyjít v roce 2013. Titanic byl první obrázkovou knihou, která dosáhla č. 1 na seznamu bestsellerů New York Times, a to jak na seznamu vázaných, tak brožovaných.
Douglas Kirkland přednášel na Smithsonově institutu, v AFI Conservatory na Havaji a v Los Angeles, Art Center College of Design v Pasadeně a také v Kodak centrech v Hongkongu, Singapuru a na Tchaj-wanu.

## Rodinný a osobní život
Kirkland a jeho manželka bydleli v Hollywood Hills v Kalifornii. Jeho synem je režisér animovaného seriálu Simpsonových Mark Kirkland.
Jeho druhá manželka Françoise se narodila v Paříži ve Francii a vystudovala na Sorbonně. Získala tituly v politologii a angličtině. Jako publicistka se věnovala samostatné kariéře, ale pracovala se svým manželem jako jeho agent a podílela se na jeho knižních projektech včetně Legendy, Příběhy těl, Woza Africa, Titanic Jamese Camerona, Udělej si svůj život, With Marilyn: An Evening/1961 a řada dalších.

## Galerie

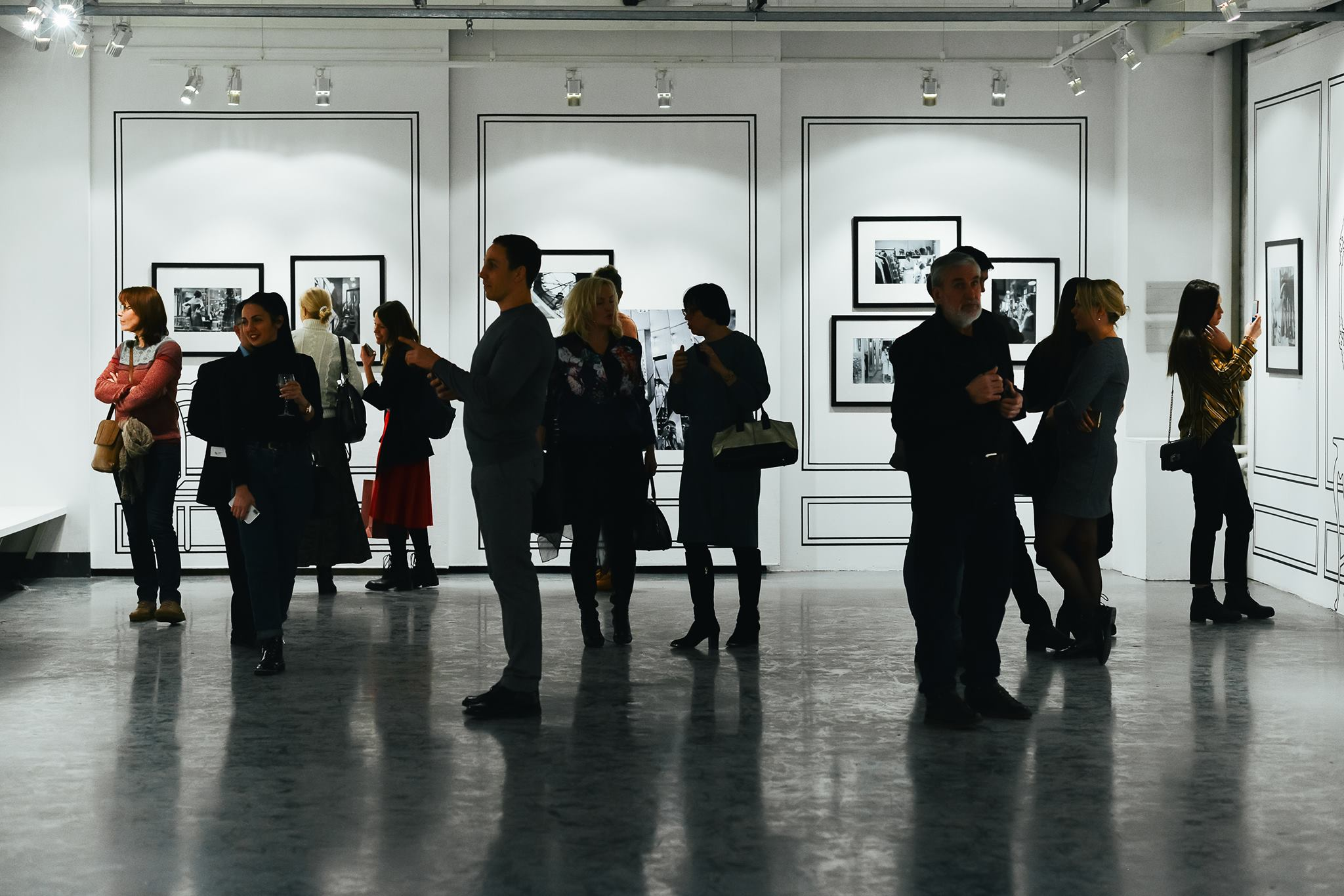
Douglas Kirkland: Výstava Behind the scenes, Centrum fotografie bratří Lumiérů, Moskva, 2018